# Corinna longitarsis
Corinna longitarsis är en spindelart som beskrevs av Embrik Strand 1906. Corinna longitarsis ingår i släktet Corinna och familjen flinkspindlar.
Artens utbredningsområde är São Tomé. Inga underarter finns listade i Catalogue of Life.